# Cliff Stearns
Clifford Bundy „Cliff” Stearns, Sr. (ur. 16 kwietnia 1941) – amerykański polityk, członek Partii Republikańskiej. Od 1989 do 2013 roku był przedstawicielem szóstego okręgu wyborczego w stanie Floryda do Izby Reprezentantów Stanów Zjednoczonych.